# Puchar Polski w hokeju na lodzie 2011
14. edycja Pucharu Polski w hokeju na lodzie została rozegrana w dniach od 26 sierpnia do 29 grudnia 2011.
W rozgrywkach uczestniczyły obligatoryjnie drużyny z PLH (osiem) oraz jedna drużyna zgłoszona z I ligi. Łącznie do turnieju przystąpiło 9 zespołów.
Podobnie, jak w poprzedniej edycji rozgrywki odbyły się systemem kołowym, tj. każdy z każdym mecz i rewanż.
Klub, która wygrał rywalizację otrzymała puchar oraz nagrodę finansową fundowaną przez organizatora turnieju finałowego. Trofeum z poprzedniej edycji obroniła drużyna Ciarko PBS Bank KH Sanok.
Rozgrywki są prowadzone w trzech etapach:
- I etap – faza grupowa
- II etap – faza ćwierćfinałowa
- III etap – turniej finałowy

## I etap – faza grupowa
I etap rozgrywek odbył się w trzech grupach złożonych z trzech zespołów. W rozgrywkach grupowych drużyny grały systemem każdy z każdym (mecz i rewanż). Skład każdej z grup został ustalony w drodze losowania, przy czym:
- drużyny ComArch Cracovia, GKS Tychy i Aksam Unia Oświęcim zostały rozstawione w pierwszym koszyku,
- drużyny MMKS Podhale, Ciarko PBS Bank KH Sanok i JKH GKS Jastrzębie zostały rozstawione w drugim koszyku,
- drużyny Zagłębie Sosnowiec, KS Toruń HSA i Legia Warszawa zostały rozstawione w trzecim koszyku[2].

| Grupa A                                                            | Grupa B                                                     | Grupa C                                                     |
| ------------------------------------------------------------------ | ----------------------------------------------------------- | ----------------------------------------------------------- |
| - Ciarko PBS Bank KH Sanok - ComArch Cracovia - Zagłębie Sosnowiec | - GKS Tychy - MMKS Podhale Nowy Targ - Nesta Karawela Toruń | - Aksam Unia Oświęcim - JKH GKS Jastrzębie - Legia Warszawa |

### Grupa A
Runda I
| 26 sierpnia 2011 | Zagłębie Sosnowiec | 2:8 | ComArch Cracovia | Stadion Zimowy, Sosnowiec |

| Szczegóły      | Szczegóły                                   | Szczegóły       | Szczegóły | Szczegóły                                         |
| -------------- | ------------------------------------------- | --------------- | --- | ------------------------------------------------- |
| Godzina: 18:00 | M. Działo 22:23 (EQ) M. Szewczyk 24:08 (EQ) | (0:1, 2:3, 0:4) | (EQ) 06:00 D. Laszkiewicz (EQ) 22:06 M. Piotrowski (EQ) 25:24 D. Kostuch (PP) 34:51 P. Wajda (EQ) 44:00 R. Martynowski (EQ) 54:33 M. Piotrowski (EQ) 58:17 D. Kostuch (PP) 58:56 D. Kostuch | Widzów: 299 Sędzia główny: ? Sędziowie liniowi: ? |

| 26 sierpnia 2011 | Ciarko PBS Bank KH Sanok |  | pauzuje |  |

| 2 września 2011 | Ciarko PBS Bank KH Sanok | 5:1 | Zagłębie Sosnowiec | Arena Sanok, Sanok |

| Szczegóły      | Szczegóły | Szczegóły       | Szczegóły          | Szczegóły    |
| -------------- | --- | --------------- | ------------------ | ------------ |
| Godzina: 18:00 | P. Dronia 00:19 (EQ) J. Vítek 13:34 (EQ) M. Radwański 39:58 (EQ) M. Strzyżowski 43:38 (EQ) K. Zapała 46:23 (EQ) | (2:1, 1:0, 2:0) | (PP) 12:53 A. Kurz | Widzów: 1200 |

| 2 września 2011 | ComArch Cracovia |  | pauzuje |  |

| 4 września 2011 | ComArch Cracovia | 4:6 | Ciarko PBS Bank KH Sanok | Lodowisko im. A.R.Kowalskiego |

| Szczegóły      | Szczegóły                                                                                  | Szczegóły       | Szczegóły | Szczegóły |
| -------------- | ------------------------------------------------------------------------------------------ | --------------- | --- | --------- |
| Godzina: 17:00 | D. Kostuch 01:50 (PP) D. Kostuch 03:30 (EQ) D. Laszkiewicz 05:51 (EQ) P. Dvořák 16:51 (EQ) | (4:0, 0:5, 0:1) | (EQ) 21:01 K. Dziubiński (PP) 22:42 D. Gruszka (EQ) 28:03 M. Radwański (EQ) 32:07 M. Mermer (EQ) 34:40 M. Radwański (EQ) 57:21 T. Malasiński | Widzów: ? |

| 4 września 2011 | Zagłębie Sosnowiec |  | pauzuje |  |

Runda II
| 6 września 2011 | ComArch Cracovia | 4:2 | Zagłębie Sosnowiec | Lodowisko im. A.R.Kowalskiego |

| Szczegóły | Szczegóły                                                                                | Szczegóły       | Szczegóły                                     | Szczegóły   |
| --------- | ---------------------------------------------------------------------------------------- | --------------- | --------------------------------------------- | ----------- |
|           | D. Kostuch 07:03 (EQ) N. Besch 15:56 (EQ) D. Słaboń 20:39 (EQ) L. Laszkiewicz 27:06 (EQ) | (2:0, 2:1, 0:1) | (EQ) 29:14 M. Szewczyk (EQ) 50:17 R. Kostecki | Widzów: 150 |

| 6 września 2011 | Ciarko PBS Bank KH Sanok |  | pauzuje |  |

| 11 września 2011 | Zagłębie Sosnowiec | 5:0 wo. | Ciarko PBS Bank KH Sanok | Stadion Zimowy, Sosnowiec |

| Szczegóły      | Szczegóły | Szczegóły | Szczegóły | Szczegóły |
| -------------- | --------- | --------- | --------- | --------- |
| Godzina: 17:00 |           |           |           |           |

| 13 września 2011 | ComArch Cracovia |  | pauzuje |  |

| 18 października 2011 | Ciarko PBS Bank KH Sanok | 5:1 | ComArch Cracovia | Arena Sanok, Sanok |

| Szczegóły | Szczegóły                                                                                                   | Szczegóły       | Szczegóły                 | Szczegóły                                   |
| --------- | --- | --------------- | ------------------------- | ------------------------------------------- |
|           | T. Malasiński 13:38 (PP) J. Vítek 24:21 (EQ) M. Mermer 37:00 (EQ) M. Kolusz 43:14 (PP) M. Kolusz 59:38 (PP) | (1:0, 2:1, 2:0) | (EQ) 26:42 R. Martynowski | Widzów: 1200 Sędzia główny: Przemysław Kępa |

| 18 października 2011 | Zagłębie Sosnowiec |  | pauzuje |  |

| Lp. | Zespół                   | M | Pkt | W | WpD | PpD | P | G + | G – | +/− |
| --- | ------------------------ | - | --- | - | --- | --- | - | --- | --- | --- |
| 1   | Ciarko PBS Bank KH Sanok | 4 | 9   | 3 | 0   | 0   | 1 | 16  | 12  | +4  |
| 2   | ComArch Cracovia         | 4 | 6   | 2 | 0   | 0   | 2 | 17  | 15  | +2  |
| 3   | Zagłębie Sosnowiec       | 4 | 3   | 1 | 0   |     | 3 | 10  | 17  | -7  |

Lp. = lokata, M = liczba rozegranych spotkań, W = Wygrane, WpD = Wygrane po dogrywce lub karnych, PpD = Porażki po dogrywce lub karnych, P = Porażki, G+ = Gole strzelone, G- = Gole stracone, Pkt = Liczba zdobytych punktów

### Grupa B
Runda I
| 28 sierpnia 2011 | MMKS Podhale Nowy Targ | 3:5 | Nesta Karawela Toruń | Miejska Hala Lodowa |

| Szczegóły      | Szczegóły                                                           | Szczegóły       | Szczegóły | Szczegóły                                       |
| -------------- | ------------------------------------------------------------------- | --------------- | --- | ----------------------------------------------- |
| Godzina: 17:00 | B. Bomba 13:21 (EQ) M. Jastrzębski 10:08 (EQ) P. Kmiecik 59:22 (EQ) | (2:0, 0:2, 1:3) | (EQ) 34:38 P. Winiarski (EQ) 36:49 K. Gościmiński (PP) 47:24 A. Marmurowicz (EQ) 56:41 A. Marmurowicz (EQ) 59:40 T. Ziółkowski | Widzów: ? Sędzia główny: ? Sędziowie liniowi: ? |

| 28 sierpnia 2011 | GKS Tychy |  | pauzuje |  |

| 29 sierpnia 2011 | Nesta Karawela Toruń | 2:4 | MMKS Podhale Nowy Targ | Miejska Hala Lodowa |

| Szczegóły      | Szczegóły                                        | Szczegóły       | Szczegóły                                                                                 | Szczegóły                                       |
| -------------- | ------------------------------------------------ | --------------- | ----------------------------------------------------------------------------------------- | ----------------------------------------------- |
| Godzina: 16:00 | K. Gościmiński 10:14 (EQ) P. Bomastek 46:46 (EQ) | (1:1, 0:2, 1:1) | (EQ) 03:17 P. Kmiecik (EQ) 32:44 F. Wielkiewicz (EQ) 36:16 P. Kmiecik (EQ) 48:28 M. Tylka | Widzów: ? Sędzia główny: ? Sędziowie liniowi: ? |

| 29 sierpnia 2011 | GKS Tychy |  | pauzuje |  |

| 5 września 2011 | GKS Tychy | 4:0 | MMKS Podhale Nowy Targ | Stadion Zimowy |

| Szczegóły      | Szczegóły                                                                         | Szczegóły       | Szczegóły | Szczegóły                                       |
| -------------- | --------------------------------------------------------------------------------- | --------------- | --------- | ----------------------------------------------- |
| Godzina: 17:00 | Ł. Sokół 12:29 (PP) J. Witecki 33:09 (PP) Ł. Sokół 48:45 (EQ) Ł. Sokół 50:36 (EQ) | (1:0, 1:0, 2:0) |           | Widzów: ? Sędzia główny: ? Sędziowie liniowi: ? |

| 5 września 2011 | Nesta Karawela Toruń |  | pauzuje |  |

Runda II
| 6 września 2011 | GKS Tychy | 5:2 | Nesta Karawela Toruń | Stadion Zimowy |

| Szczegóły      | Szczegóły | Szczegóły       | Szczegóły                                      | Szczegóły                                       |
| -------------- | --- | --------------- | ---------------------------------------------- | ----------------------------------------------- |
| Godzina: 18:00 | Ł. Sośnierz 01:00 (EQ) R. Šimíček 08:05 (PP) A. Bagiński 24:52 (SH) Ł. Sokół 32:34 (EQ) T. Kozłowski 38:48 (EQ) | (2:0, 3:0, 0:2) | (PP) 53:58 T. Ziółkowski (EQ) 58:34 B. Pieniak | Widzów: ? Sędzia główny: ? Sędziowie liniowi: ? |

| 6 września 2011 | MMKS Podhale Nowy Targ |  | pauzuje |  |

| 9 września 2011 | Nesta Karawela Toruń | 1:2 | GKS Tychy | Tor-Tor |

| Szczegóły      | Szczegóły              | Szczegóły       | Szczegóły                                   | Szczegóły                                       |
| -------------- | ---------------------- | --------------- | ------------------------------------------- | ----------------------------------------------- |
| Godzina: 18:00 | P. Bomastek 36:32 (PP) | (0:1, 1:1, 0:0) | (EQ) 05:04 G. Pasiut (SH) 29:29 A. Bagiński | Widzów: ? Sędzia główny: ? Sędziowie liniowi: ? |

| 9 września 2011 | MMKS Podhale Nowy Targ |  | pauzuje |  |

| 18 października 2011 | MMKS Podhale Nowy Targ | 4:1 | GKS Tychy | Miejska Hala Lodowa |

| Szczegóły | Szczegóły                                                        | Szczegóły       | Szczegóły             | Szczegóły                                 |
| --------- | ---------------------------------------------------------------- | --------------- | --------------------- | ----------------------------------------- |
|           | B. Bomba 06:15 (PENS) R. Budaj 33:55 (PP) J. Różański 59:30 (EN) | (2:1, 1:0, 1:0) | (PP) 05:00 M. Woźnica | Widzów: 500 Sędzia główny: Sebastian Kryś |

| 18 października 2011 | Nesta Karawela Toruń |  | pauzuje |  |

| Lp. | Zespół                 | M | Pkt | W | WpD | PpD | P | G + | G – | +/− |
| --- | ---------------------- | - | --- | - | --- | --- | - | --- | --- | --- |
| 1   | GKS Tychy              | 4 | 9   | 3 | 0   | 0   | 1 | 12  | 7   | +5  |
| 2   | MMKS Podhale Nowy Targ | 4 | 6   | 2 | 0   | 0   | 2 | 11  | 12  | -1  |
| 3   | Nesta Karawela Toruń   | 4 | 3   | 2 | 0   | 0   | 2 | 10  | 14  | -4  |

Lp. = lokata, M = liczba rozegranych spotkań, W = Wygrane, WpD = Wygrane po dogrywce lub karnych, PpD = Porażki po dogrywce lub karnych, P = Porażki, G+ = Gole strzelone, G- = Gole stracone, Pkt = Liczba zdobytych punktów

### Grupa C
Runda I
| 26 sierpnia 2011 | Aksam Unia Oświęcim | 8:0 | Legia Warszawa | Hala Lodowa MOSiR |

| Szczegóły      | Szczegóły | Szczegóły       | Szczegóły | Szczegóły                                                                                   |
| -------------- | --- | --------------- | --------- | ------------------------------------------------------------------------------------------- |
| Godzina: 18:00 | L. Říha 12:30 (EQ) L. Říha 19:35 (EQ) J. Kłys 29:21 (SH) M. Jaros 30:11 (EQ) M. Jaros 33:26 (EQ) R. Procházka 35:01 (SH) M. Zaťko 39:53 (EQ) R. Krajči 55:31 (EQ) | (2:0, 5:0, 1:0) |           | Widzów: 400 Sędzia główny: Przemysław Kępa Sędziowie liniowi: Wojciech Kolusz, Robert Długi |

| 26 sierpnia 2011 | JKH GKS Jastrzębie |  | pauzuje |  |

| 28 sierpnia 2011 | Aksam Unia Oświęcim | 6:2 | JKH GKS Jastrzębie | Hala Lodowa MOSiR |

| Szczegóły      | Szczegóły | Szczegóły       | Szczegóły                                 | Szczegóły |
| -------------- | --- | --------------- | ----------------------------------------- | --------- |
| Godzina: 17:00 | P. Tabaček 23:04 (PP) J. Kłys 33:17 (PP2) P. Tabaček 34:37 (PP) M. Łopuski 45:47 (EQ) R. Krajči 49:49 (EQ) W. Wojtarowicz 57:55 (PP) | (0:0, 3:2, 3:0) | (EQ) 21:30 P. Lipina (EQ) 31:35 P. Lipina |           |

| 28 sierpnia 2011 | Legia Warszawa |  | pauzuje |  |

| 4 września 2011 | JKH GKS Jastrzębie | 11:1 | Legia Warszawa | Jastor |

| Szczegóły      | Szczegóły | Szczegóły       | Szczegóły                | Szczegóły                                       |
| -------------- | --- | --------------- | ------------------------ | ----------------------------------------------- |
| Godzina: 18:00 | M. Ivičič 07:09 (PP) M. Urbanowicz 08:45 (EQ) P. Lipina 20:47 (EQ) M. Słodczyk 21:25 (EQ) R. Bordowski 25:03 (PP) M. Słodczyk 28:27 (EQ) P. Kogut 29:51 (SH) M. Danieluk 33:32 (EQ) M. Urbanowicz 49:37 (SH2) S. Marzec 52:47 (EQ) S. Marzec 59:59 (EQ) | (2:1, 6:0, 3:0) | (PP) 10:32 M. Bepierszcz | Widzów: ? Sędzia główny: ? Sędziowie liniowi: ? |

| 4 września 2011 | Aksam Unia Oświęcim |  | pauzuje |  |

Runda II
| 8 września 2011 | Legia Warszawa | 3:8 | Aksam Unia Oświęcim | Torwar II |

| Szczegóły      | Szczegóły                                                        | Szczegóły       | Szczegóły | Szczegóły                                       |
| -------------- | ---------------------------------------------------------------- | --------------- | --- | ----------------------------------------------- |
| Godzina: 17:00 | T. Grunwald 6:38 (?) K. Wąsiński 11:05 (?) A. Maciejko 57:37 (?) | (2:1, 0:2, 1:5) | (?) 11:37 M. Łopuski (?) 25:20 A. Kowalówka (?) 39:50 R. Krajči (?) 42:06 M. Modrzejewski (?) 43:28 P. Noworyta (?) 50:58 R. Krajči (?) 56:56 A. Kowalówka (?) 59:50 W. Wojtarowicz | Widzów: ? Sędzia główny: ? Sędziowie liniowi: ? |

| 8 września 2011 | JKH GKS Jastrzębie |  | pauzuje |  |

| 11 września 2011 | JKH GKS Jastrzębie | 4:1 | Aksam Unia Oświęcim | Jastor |

| Szczegóły      | Szczegóły                                                                             | Szczegóły       | Szczegóły            | Szczegóły                                       |
| -------------- | ------------------------------------------------------------------------------------- | --------------- | -------------------- | ----------------------------------------------- |
| Godzina: 18:00 | M. Urbanowicz 08:25 (PP) R. Král 09:48 (EQ) M. Danieluk 17:28 (EQ) R. Král 19:33 (EQ) | (4:1, 0:0, 0:0) | (EQ) 04:00 R. Krajči | Widzów: ? Sędzia główny: ? Sędziowie liniowi: ? |

| 11 września 2011 | Legia Warszawa |  | pauzuje |  |

| 18 października 2011 | Legia Warszawa | 0:8 | JKH GKS Jastrzębie | Torwar II |

| Szczegóły | Szczegóły | Szczegóły       | Szczegóły | Szczegóły |
| --------- | --------- | --------------- | --- | --------- |
|           |           | (0:2, 0:3, 0:3) | (EQ) 06:03 M. Bryk (PP) 10:31 K. Górny (PP) 39:50 M. Danieluk (PP) 37:26 P. Lipina (EQ) 39:59 R. Král (EQ) 43:21 A. Labryga (EQ) 51:20 M. Urbanowicz (EQ) 59:50 F. Drzewiecki |           |

| 18 października 2011 | Aksam Unia Oświęcim |  | pauzuje |  |

| Lp. | Zespół              | M | Pkt | W | WpD | PpD | P | G + | G – | +/− |
| --- | ------------------- | - | --- | - | --- | --- | - | --- | --- | --- |
| 1   | JKH GKS Jastrzębie  | 4 | 9   | 3 | 0   | 0   | 1 | 25  | 8   | +17 |
| 2   | Aksam Unia Oświęcim | 4 | 9   | 3 | 0   | 0   | 1 | 23  | 9   | +14 |
| 3   | Legia Warszawa      | 4 | 0   | 0 | 0   | 4   | 1 | 4   | 35  | -31 |

Lp. = lokata, M = liczba rozegranych spotkań, W = Wygrane, WpD = Wygrane po dogrywce lub karnych, PpD = Porażki po dogrywce lub karnych, P = Porażki, G+ = Gole strzelone, G- = Gole stracone, Pkt = Liczba zdobytych punktów

### Ranking drużyn
Po zakończeniu fazy grupowej ustalony został ranking łączny wszystkich 9 drużyn, biorący pod uwagę liczbę zdobytych punktów i bilans bramek. Drużyna, która uplasowała się na pierwszym miejscu (JKH GKS Jastrzębie), automatycznie zakwalifikowała się do finału PP (wyprzedziła drużynę Unii lepszym bilansem bramkowym). Drużyna Sanoka wyprzedziła GKS Tychy (przy równym współczynniku i bilansie bramkowym) większą liczbą zdobytych goli. Drużyny Cracovii (wyprzedziła MMKS) i Nesty (wyprzedziła Zagłębie) uplasowały się wyżej dzięki korzystniejszemu bilansowi bramkowemu.
Drużyny, które uplasowały się w rankingu na miejscach od 6-9 zakwalifikowały się do rundy przedćwierćfinałów (odpowiednio 6 z 9 i 7 z 8). Zwycięzcy tych par zostały zakwalifikowane do ćwierćfinałów z drużynami z miejsc rankingowych 2-5.
| Lp. | Zespół                   | M | Pkt | W | WpD | PpD | P | G + | G – | +/− | Wspł. |
| --- | ------------------------ | - | --- | - | --- | --- | - | --- | --- | --- | ----- |
| 1   | JKH GKS Jastrzębie       | 4 | 9   | 3 | 0   | 0   | 1 | 25  | 8   | +17 | 2,25  |
| 2   | Aksam Unia Oświęcim      | 4 | 9   | 3 | 0   | 0   | 1 | 23  | 9   | +14 | 2,25  |
| 3   | Ciarko PBS Bank KH Sanok | 4 | 9   | 3 | 0   | 0   | 1 | 16  | 12  | +4  | 2,25  |
| 4   | GKS Tychy                | 4 | 9   | 3 | 0   | 0   | 1 | 12  | 7   | +5  | 2,25  |
| 5   | ComArch Cracovia         | 4 | 6   | 2 | 0   | 0   | 2 | 17  | 15  | +2  | 1,50  |
| 6   | MMKS Podhale Nowy Targ   | 4 | 6   | 2 | 0   | 0   | 2 | 11  | 12  | -1  | 1,50  |
| 7   | Nesta Karawela Toruń     | 4 | 3   | 2 | 0   | 0   | 2 | 10  | 14  | -4  | 0,75  |
| 8   | Zagłębie Sosnowiec       | 4 | 3   | 1 | 0   | 0   | 3 | 10  | 17  | -7  | 0,75  |
| 9   | Legia Warszawa           | 4 | 0   | 0 | 0   | 0   | 4 | 4   | 35  | -31 | 0     |

Lp. = lokata, M = liczba rozegranych spotkań, W = Wygrane, WpD = Wygrane po dogrywce lub karnych, PpD = Porażki po dogrywce lub karnych, P = Porażki, G+ = Gole strzelone, G- = Gole stracone, Pkt = Liczba zdobytych punktów, Wspł. = Współczynnik
Legenda:     = awans do turnieju finałowego PP,     = awans do ćwierćfinałów,     = awans do przedćwierćfinałów.

## II etap – faza ćwierćfinałowa

### Przedćwierćfinały
| 8 listopada 2011 | Zagłębie Sosnowiec | 3:2 | Nesta Karawela Toruń | Stadion Zimowy, Sosnowiec |

| Szczegóły      | Szczegóły                                                           | Szczegóły       | Szczegóły                                    | Szczegóły                                                  |
| -------------- | ------------------------------------------------------------------- | --------------- | -------------------------------------------- | ---------------------------------------------------------- |
| Godzina: 18:00 | R. Kostecki 27:23 (EQ) R. Cychowski 32:18 (PP) T. Bernat 38:37 (EQ) | (0:1, 3:1, 0:0) | (EQ) 02:30 P. Husak (PP) 36:10 T. Ziółkowski | Widzów: ? Sędzia główny: Paweł Breske Sędziowie liniowi: ? |

| 8 listopada 2011 | Legia Warszawa | 5:8 | MMKS Podhale Nowy Targ | Torwar II |

| Szczegóły      | Szczegóły | Szczegóły       | Szczegóły | Szczegóły                          |
| -------------- | --- | --------------- | --- | ---------------------------------- |
| Godzina: 19:30 | P. Wąsiński 01:40 (EQ) G. Rostkowski 07:33 (PP) K. Wąsiński 29:21 (PP) D. Kran 33:10 (PP2) P. Wąsiński 53:34 (PP) | (2:1, 2:3, 1:4) | (EQ) 04:14 K. Czuy (PP2) 24:31 B. Neupauer (EQ) 27:34 M. Tylka (PP) 28:17 K. Czuy (PP) 40:49 T. Landowski (SH) 45:29 K. Czuy (EQ) 48:29 P. Ziętara (EQ) 58:32 K. Czuy | Sędzia główny: Włodzimierz Marczuk |

| 15 listopada 2011 | MMKS Podhale Nowy Targ | 17:4 | Legia Warszawa | Miejska Hala Lodowa |

| Szczegóły      | Szczegóły | Szczegóły       | Szczegóły                                                                                     | Szczegóły                                         |
| -------------- | --- | --------------- | --------------------------------------------------------------------------------------------- | ------------------------------------------------- |
| Godzina: 18:00 | B. Neupauer 01:04 (PP) D. Olchawski 05:19 (EQ) P. Ziętara 09:06 (EQ) D. Olchawski 12:13 (EQ) R. Dutka 12:33 (EQ) J. Różański 20:16 (EQ) K. Czuy 26:55 (EQ) B. Neupauer 27:29 (EQ) M. Michalski 31:24 (EQ) J. Różański 32:32 (PP) B. Bomba 34:58 (PP2) R. Budaj 37:38 (EQ) D. Olchawski 38:06 (EQ) K. Czuy 40:24 (PP) P. Ziętara 50:59 (PP) R. Ćwikła 51:34 (EQ) D. Cecuła 54:31 (SH) | (5:3, 8:0, 4:1) | (PP) 01:31 B. Świderski (EQ) 03:34 F. Komorski (EQ) 07:01 B. Świderski (PP) 47:27 K. Wąsiński | Widzów: 300 Sędzia główny: ? Sędziowie liniowi: ? |

| 15 listopada 2011 | Nesta Karawela Toruń | 5:0 wo. | Zagłębie Sosnowiec |  |

|  |  |  |  |  |

### Ćwierćfinały
| 29 listopada 2011 | MMKS Podhale Nowy Targ | 3:12 | Ciarko PBS Bank KH Sanok | Miejska Hala Lodowa |

| Szczegóły      | Szczegóły                                                        | Szczegóły       | Szczegóły | Szczegóły                                                    |
| -------------- | ---------------------------------------------------------------- | --------------- | --- | ------------------------------------------------------------ |
| Godzina: 18:00 | P. Kmiecik 03:17 (EQ) B. Bomba 29:00 (EQ) B. Neupauer 38:27 (EQ) | (1:5, 2:5, 0:2) | (PP) 01:00 P. Dronia (EQ) 02:00 M. Strzyżowski (EQ) 13:00 S. Krzak (PP) 14:00 M. Vozdecký (EQ) 17:00 M. Mermer (EQ) 22:00 Z. Kubát (Karny) 24:00 K. Zapała (EQ) 30:00 D. Maciejewski (EQ) 34:00 P. Mojžíš (EQ) 36:00 T. Malasiński (PP) 41:00 M. Wilusz (EQ) 50:00 S. Krzak | Widzów: ? Sędzia główny: Sebastian Kryś Sędziowie liniowi: ? |

| 29 listopada 2011 | Nesta Karawela Toruń | 1:7 | Aksam Unia Oświęcim | Torwar II |

| Szczegóły      | Szczegóły               | Szczegóły       | Szczegóły | Szczegóły                      |
| -------------- | ----------------------- | --------------- | --- | ------------------------------ |
| Godzina: 19:30 | W. Jankowski 35:19 (PP) | (0:1, 1:3, 0:3) | (EQ) 06:20 W. Stachura (PP) 23:38 M. Zaťko (SH) 33:54 W. Wojtarowicz (EQ) 37:44 W. Wojtarowicz (EQ) 44:09 M. Łopuski (EQ) 49:40 M. Łopuski (EQ) 53:52 D. Piotrowicz | Sędzia główny: Maciej Pachucki |

| 30 listopada 2011 | ComArch Cracovia | 5:3 | GKS Tychy | Miejska Hala Lodowa |

| Szczegóły      | Szczegóły | Szczegóły       | Szczegóły                                                         | Szczegóły                                         |
| -------------- | --- | --------------- | ----------------------------------------------------------------- | ------------------------------------------------- |
| Godzina: 17:00 | D. Słaboń 08:22 (EQ) A. Chmielewski 09:14 (EQ) T. Cieślicki 45:31 (EQ) L. Laszkiewicz 54:27 (EQ) L. Laszkiewicz 57:10 (EQ) | (2:0, 0:3, 3:0) | (PP) 21:51 M. Kotlorz (EQ) 23:51 M. Woźnica (EQ) 29:01 M. Woźnica | Widzów: 300 Sędzia główny: ? Sędziowie liniowi: ? |

| 4 grudnia 2011 | Ciarko PBS Bank KH Sanok | 5:0 wo. | MMKS Podhale Nowy Targ |  |

|  |  |  |  |  |

| 4 grudnia 2011 | Aksam Unia Oświęcim | 7:3 | Nesta Karawela Toruń | Hala Lodowa MOSiR |

| Szczegóły      | Szczegóły | Szczegóły       | Szczegóły                                                            | Szczegóły                                                                |
| -------------- | --- | --------------- | -------------------------------------------------------------------- | ------------------------------------------------------------------------ |
| Godzina: 18:00 | M. Zaťko 06:25 (EQ) M. Jaros 18:53 (EQ) T. Jurczak 28:00 (EQ) J. Radwan 28:30 (EQ) L. Říha 35:41 (EQ) M. Zaťko 41:20 (EQ) T. Połącarz 46:14 (EQ) | (2:0, 3:3, 2:0) | B. Pieniak 24:13 (EQ) P. Winiarski 29:17 (EQ) J. Dzięgiel 37:15 (PP) | Widzów: 300 Sędzia główny: S. Kryś Sędziowie liniowi: R. Długi W. Kolusz |

| 4 grudnia 2011 | GKS Tychy | 4:3 | ComArch Cracovia | Stadion Zimowy |

| Szczegóły      | Szczegóły                                                                               | Szczegóły       | Szczegóły                                                             | Szczegóły                                                                   |
| -------------- | --------------------------------------------------------------------------------------- | --------------- | --------------------------------------------------------------------- | --------------------------------------------------------------------------- |
| Godzina: 17:00 | K. Majkowski 17:48 (PP) B. Ciura 39:59 (EQ) T. Da Costa 53:31 (EQ) R. Galant 58:30 (EQ) | (1:0, 1:2, 2:1) | P. Wajda 25:35 (PP) N. Sucharski 36:12 (EQ) A. Chmielewski 48:19 (EQ) | Sędzia główny: W. Marczuk Sędziowie liniowi: W. Moszczyński S. Szachniewicz |

## III etap – turniej finałowy

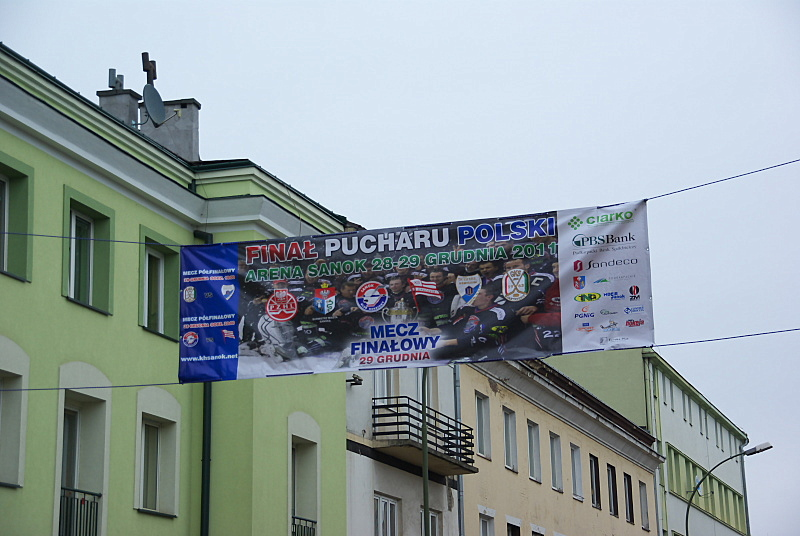
Baner reklamujący turniej finałowy w Sanoku

Do turnieju finałowego zakwalifikowały się drużyny JKH GKS Jastrzębie (bezpośredni awans z I etapu) oraz trzej zwycięzcy z par ćwierćfinałowych: Ciarko PBS Bank KH Sanok, Aksam Unia Oświęcim i ComArch Cracovia. PZHL rozpatrzył złożone oferty organizacji turnieju finałowego, kierując się przewidzianą przez potencjalnych sponsorów wysokością nagród dla uczestników oraz pokryciem kosztów całego turnieju. Po zapoznaniu się ze zgłoszonymi ofertami PZHL zdecydował 7 grudnia 2011, że gospodarzem imprezy będzie Sanok. Losowanie par półfinałowych odbyło się 13 grudnia w Tychach podczas posiedzenia Wydziału Gier i Dyscypliny PZHL. Podobnie jak w ubiegłorocznym turnieju finałowym, mecze półfinałowe i finał prowadziło dwóch sędziów głównych (w przeciwieństwie do polskich rozgrywek ligowych, w których mecze sędziował jeden sędzia główny).

### Półfinały
| 28 grudnia 2011 | JKH GKS Jastrzębie | 1:4 | Aksam Unia Oświęcim | Arena Sanok, Sanok |

| Szczegóły      | Szczegóły                | Szczegóły       | Szczegóły                                                                                     | Szczegóły                                                                      |
| -------------- | ------------------------ | --------------- | --------------------------------------------------------------------------------------------- | ------------------------------------------------------------------------------ |
| Godzina: 16:00 | M. Urbanowicz 33:24 (EQ) | (0:3, 1:0, 0:1) | M. Jakubik 03:59 (SH) M. Łopuski 13:33 (EQ) R. Procházka 18:07 (EQ) W. Wojtarowicz 59:56 (EN) | Widzów: 1500 Sędzia główny: Przemysław Kępa Sędziowie liniowi: Maciej Pachucki |

Najlepszymi zawodnikami meczu zostali wybrani bramkarze obu drużyn Krzysztof Zborowski (Unia) i Kamil Kosowski (JKH).
| 28 grudnia 2011 | Ciarko PBS Bank KH Sanok | 3:1 | ComArch Cracovia | Arena Sanok, Sanok |

| Szczegóły      | Szczegóły                                                        | Szczegóły       | Szczegóły                 | Szczegóły                                                                     |
| -------------- | ---------------------------------------------------------------- | --------------- | ------------------------- | ----------------------------------------------------------------------------- |
| Godzina: 20:00 | I. Kotaška 06:58 (PP) P. Mojžíš 23:05 (SH) P. Mojžíš 37:45 (PP2) | (1:1, 2:0, 0:0) | A. Chmielewski 13:51 (PP) | Widzów: 4500 Sędzia główny: Paweł Meszyński Sędziowie liniowi: Zbigniew Wolas |

Najlepszymi zawodnikami meczu zostali wybrani Pavel Mojžíš (Sanok) i Leszek Laszkiewicz (Cracovia).

### Finał
| 29 grudnia 2011 | Ciarko PBS Bank KH Sanok | 3:2 k. | Aksam Unia Oświęcim | Arena Sanok, Sanok |

| Szczegóły      | Szczegóły                                                              | Szczegóły                       | Szczegóły                                       | Szczegóły                                                                      |
| -------------- | ---------------------------------------------------------------------- | ------------------------------- | ----------------------------------------------- | ------------------------------------------------------------------------------ |
| Godzina: 18:00 | M. Vozdecký 23:00 (PP) M. Strzyżowski 24:14 (EQ) K. Zapała 65:00 (Pen) | (0:0, 2:2, 0:0, d. 0:0, k. 1:0) | P. Tabaček 31:26 (SH) W. Wojtarowicz 33:27 (EQ) | Widzów: 4500 Sędzia główny: Paweł Meszyński Sędziowie liniowi: Maciej Pachucki |

Najlepszymi zawodnikami meczu zostali wybrani Ivo Kotaška (Sanok) i Radek Procházka (Unia).

### Nagrody
Łączna pula przeznaczona na nagrody pieniężne wyniosła 120 tys. złotych. Drużyna zdobywcy Pucharu Polski Ciarko PBS Bank KH Sanok otrzymała z rąk organizatora nagrodę pieniężną w wysokości 90 tys. złotych, a finalista turnieju Unia Oświęcim 20 tys. złotych, natomiast przegrani półfinaliści Cracovia i JKH po 5 tys. złotych. Ponadto hokeiści wybrani w każdym meczu graczami spotkania zostali nagrodzony kwotą około 1 tys. złotych. Najbardziej Wartościowi Zawodnicy całego turnieju otrzymali po około 3,5 tys. zł. Zostali nimi wybrani bramkarz Przemysław Odrobny (Sanok), obrońca Miroslav Zaťko (Unia) i napastnik Radek Procházka (Unia).

## Klasyfikacja strzelców
Biorąc pod uwagę całą edycję Pucharu Polski 2011/12 trzech zawodników zdobyło po sześć bramek. W turnieju finałowym dwóch hokeistów: Pavel Mojžíš i Wojciech Wojtarowicz uzyskało po dwa gole.
| Msc. | Zawodnik                    | Zawodnik |
| ---- | --------------------------- | -------- |
| 1    | Wojciech Wojtarowicz (Unia) | 6        |
|      | Kelly Czuy (MMKS)           |          |
|      | David Kostuch (Cracovia)    |          |
| 2    | Mikołaj Łopuski (Unia)      | 5        |
|      | Róbert Krajči (Unia)        |          |
|      | Richard Král (JKH)          |          |
|      | Maciej Urbanowicz (JKH)     |          |
| 3    | Miroslav Zaťko (Unia)       | 4        |
|      | Bartłomiej Bomba (MMKS)     |          |
|      | Piotr Kmiecik (MMKS)        |          |
|      | Bartłomiej Neupauer (MMKS)  |          |
|      | Łukasz Sokół (Tychy)        |          |